# Medicago carstiensis
Medicago carstiensis là một loài thực vật trong chi Medicago. Nó được tìm thấy quanh biển Adriatic.

## Hình ảnh

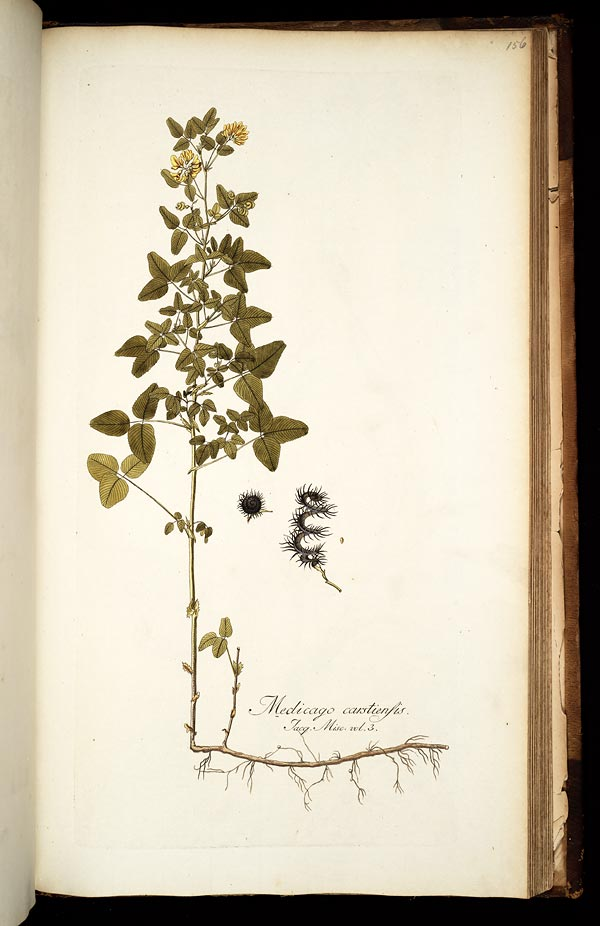